# Metaxymecus
Metaxymecus is een geslacht van rechtvleugeligen uit de familie veldsprinkhanen (Acrididae). De wetenschappelijke naam van dit geslacht is voor het eerst geldig gepubliceerd in 1893 door Karsch.

## Soorten
Het geslacht Metaxymecus omvat de volgende soorten:
- Metaxymecus brevipennis Grunshaw, 1995
- Metaxymecus gracilipes Brancsik, 1895
- Metaxymecus patagiatus Karsch, 1893
- Metaxymecus shabensis Bouvy, 1982